# Búza tér (Miskolc)
A Búza tér Miskolc legnagyobb tere. A Belváros keleti részén található. Nyugat felől a 26-os főút (Ady Endre út), dél felől a 3-as főút (Zsolcai kapu), kelet felől a Bükkvidéki Vendéglátó Rt. székháza, észak felől a Szeles utca határolja. A tér helyt ad a város legnagyobb piacának a Vásárcsarnokkal, a távolsági járatok autóbusz-pályaudvarának és az egyik legfontosabb helyi buszvégállomásnak. A téren áll továbbá a görögkatolikus Búza téri székesegyház.

## Története
A teret, mint neve is utal rá, eredetileg nagybani terményárusításra és állatvásárok tartására hozták létre, mert ezek nem igazán fértek el a város kis méretű, középkori, belvárosi piacterén. A 19. század végén az akkori lakott területen kívül, de a Szinva vizéhez közel alakították ki, a fontos utak kereszteződésében. Városkapuk és vámszedőhely is volt a közelben, és hamar megjelentek a vendégfogadók is. A 20. század előtt a tér neve Búzavásár tér volt, az 1940-es évek végén egy darabig Béke térnek is hívták.
Az első Vásárcsarnok 1885-ben épült, Adler Károly tervei alapján; egy 720 m² alapterületű középső, és két, egyenként 170 m² alapterületű oldalsó csarnokból állt. A mai Vásárcsarnok az 1921-ben elkezdett városrendezés jegyében született meg, 1926-ban készült el Wellisch Andor és Münnich Aladár tervei alapján. Pincerészében 600 asztalon lehetett árusítani, a földszinten 139 üzletben. Az 1944. június 2-ai bombázás során az épület súlyos károkat szenvedett, később helyreállították, majd az 1950-es években felújították.
A Vásárcsarnok körül különböző elárusítóhelyek, zöldségesstandok állnak, északi szélén pedig a virágpiac. Az egykori nagybani piacot, amely az 1990-es évek közepéig itt maradt, mára kiköltöztették a repülőtér mellé, és területén autóparkolót alakítottak ki.
A vásárcsarnokot és az azt övező területet felújították. Az új, 13 000 m²-es vásárcsarnok átadására 2008 októberében került sor.
1911-ben épült a tér szélén a belvárosi görögkatolikus templom, amely 2011-ben székesegyház rangot kapott. A Miskolci egyházmegye székhelye.

## Közlekedése
Az MVK Zrt. autóbusz-pályaudvarát 1968-ban alakították ki a téren. A helyi autóbuszvonalakból tíznek –  3, 4, 7, 11, 20A, 20B, 28, 43, 44, 45 – van itt a végállomása, és további 13 busz (ebből 7 éjszakai) – 1, 1G, 3A, 12G, 20, 24, 32, 32G, 34G, 101B, 900, 914, 935 – megáll itt.
Mögötte található a MÁV Személyszállítási Zrt. által üzemeltetett buszpályaudvar, mely tömérdek távolsági és regionális autóbuszjárat indítását és fogadását bonyolítja le.
- Távolsági: 1050, 1053, 1369, 1370, 1372, 1373, 1374, 1375, 1376, 1377, 1380, 1381, 1383
- Regionális: 3700, 3701, 3702, 3703, 3704, 3705, 3706, 3707, 3708, 3709, 3710, 3711, 3712, 3714, 3715, 3716, 3717, 3718, 3719, 3720, 3721, 3722, 3723, 3724, 3726, 3727, 3728, 3729, 3730, 3731, 3733, 3734, 3735, 3736, 3737, 3738, 3739, 3740, 3741, 3742, 3743, 3744, 3745, 3746, 3747, 3748, 3749, 3750, 3751, 3752, 3753, 3754, 3755, 3757, 3760, 3761, 3764, 3765, 3766, 3767, 3770, 3772, 3773, 3774, 3775, 3776, 3777, 4019

A tér az 1897 és 1960 közt közlekedett régi 2-es villamos egyik végállomása volt 1908-ig.

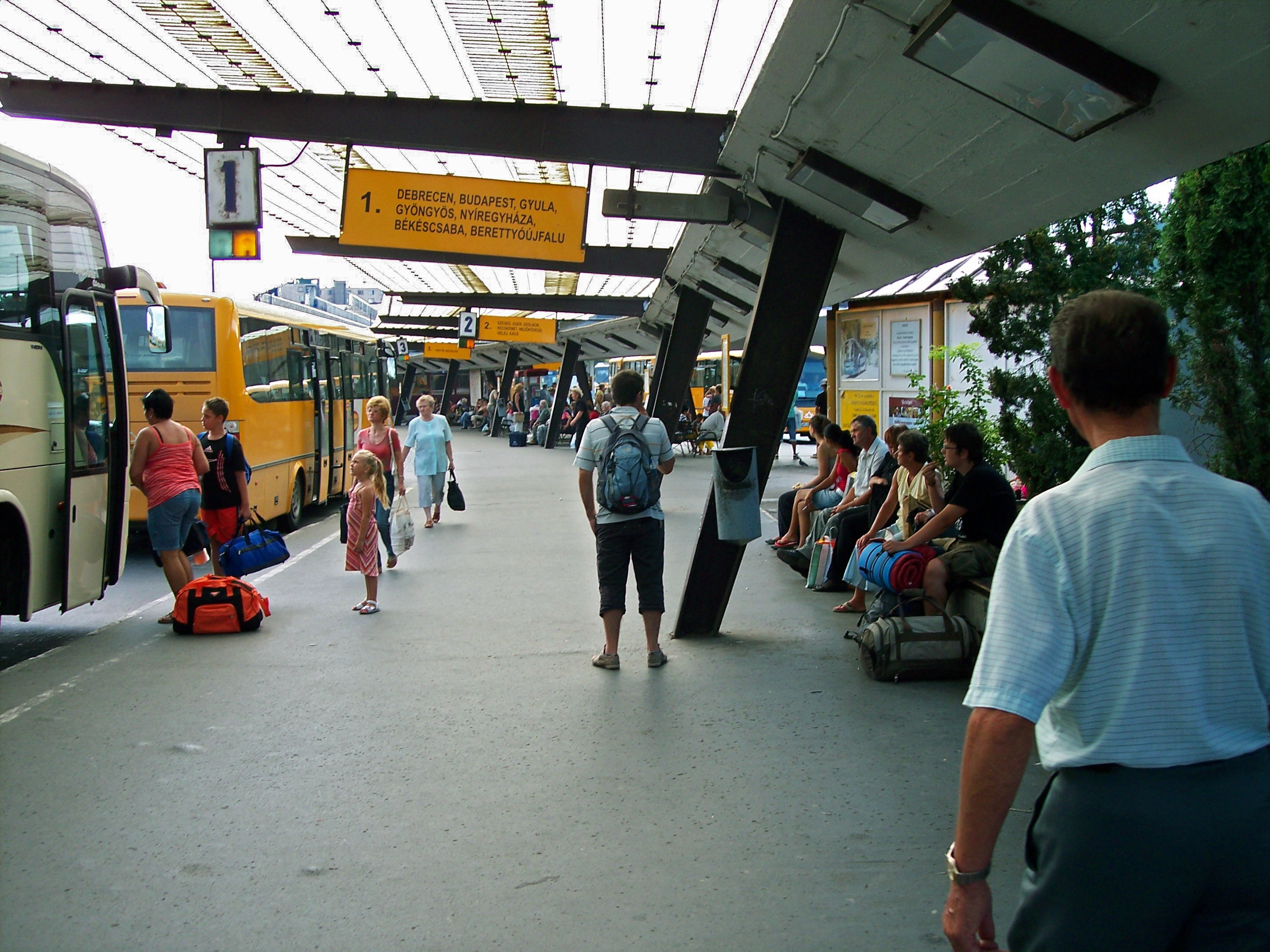
A Búza téri autóbusz-állomás
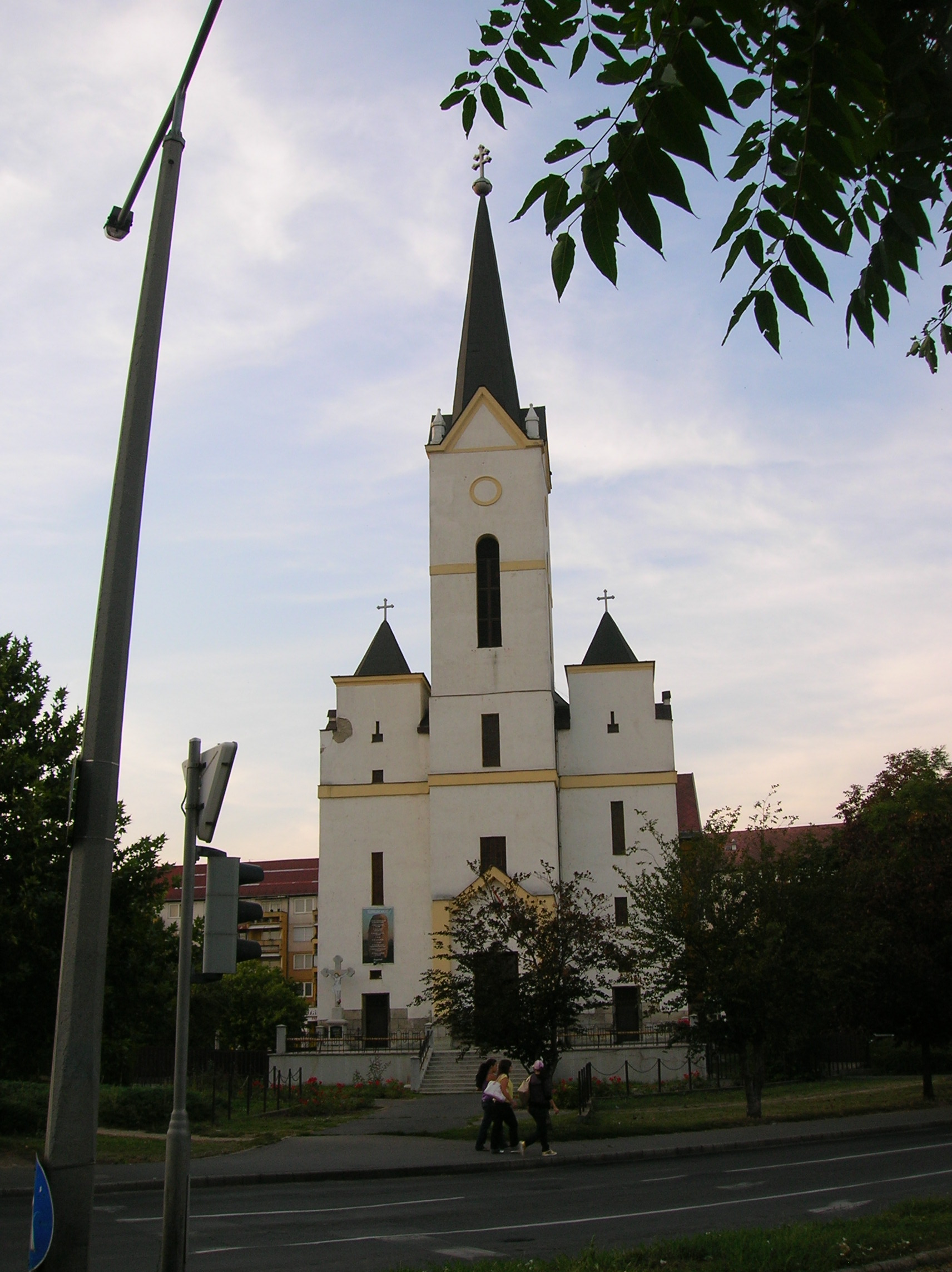
A görögkatolikus székesegyház
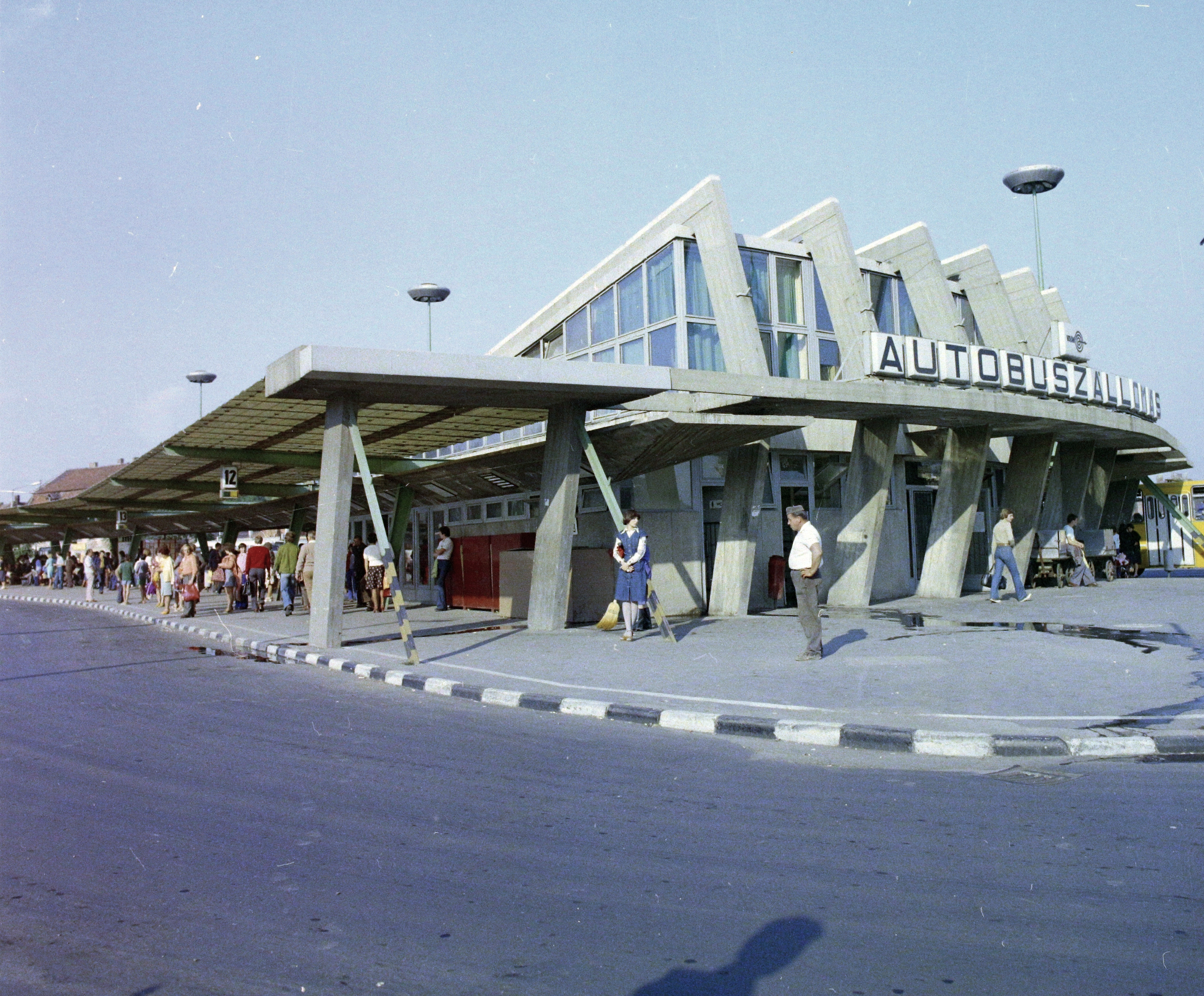
A buszállomás 1978-ban
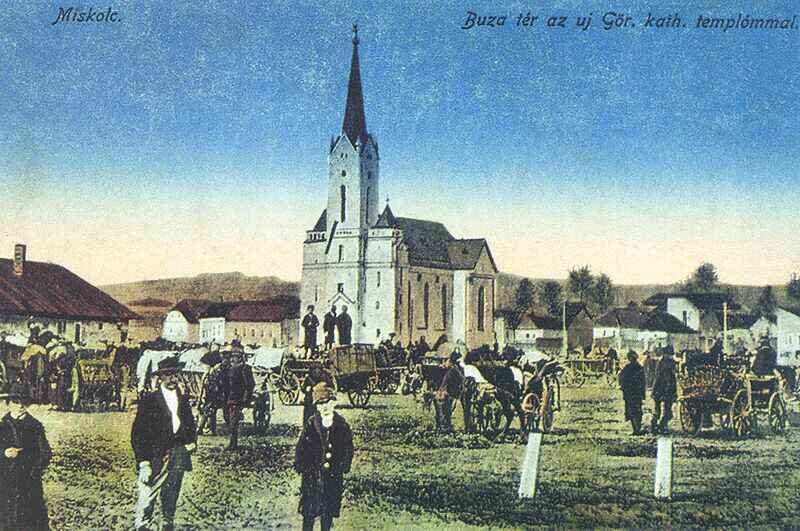
A Búza tér és a görögkatolikus templom, 1910-es évek eleje
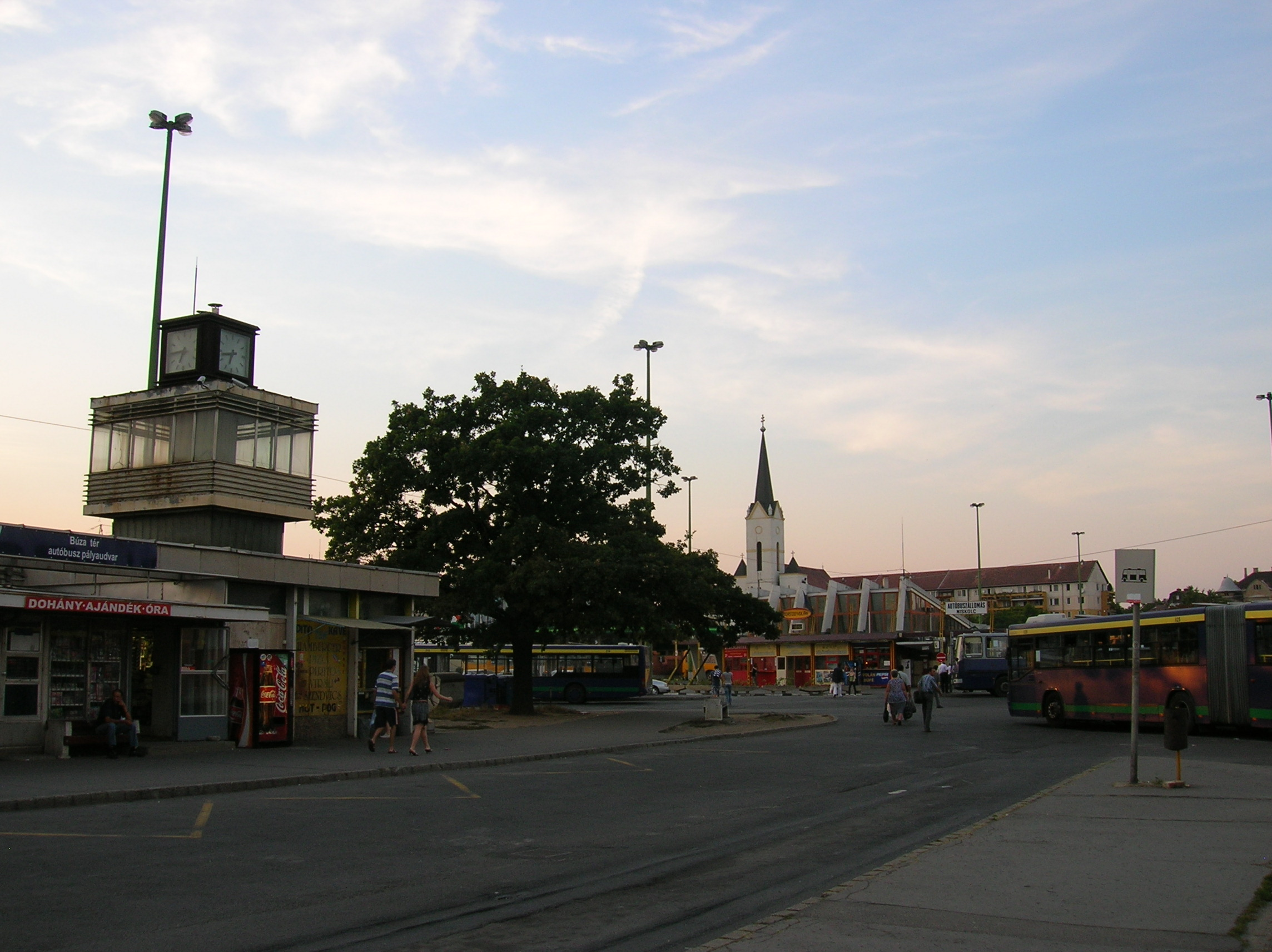
Ugyanaz 2008-ban